# 瓦朗然
瓦朗然（法語：Valangin，法語發音：[valɑ̃ʒɛ̃]）是瑞士联邦西部法语区纳沙泰尔州的一个旧市镇。瓦朗然的总面积为3.76平方公里。截至2010年底，总人口为410。2021年，瓦朗然与科尔塞勒-科尔蒙德雷什和珀瑟并入纳沙泰尔。

## 历史
瓦朗然最早见于历史是在1241年，写作“de Valengiz”。

## 外部链接

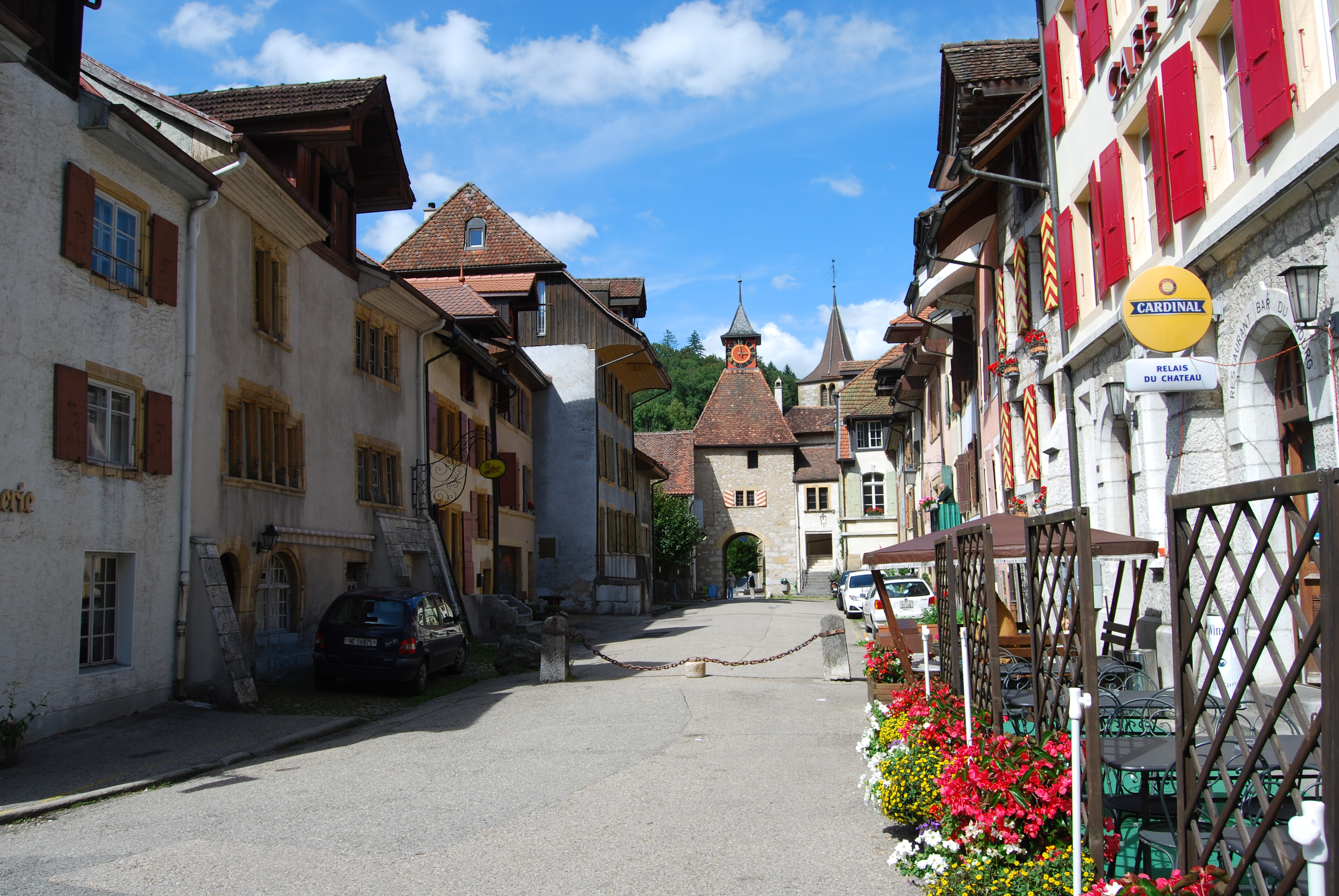
瓦朗然

## 地理
瓦朗然地处纳沙泰尔湖北岸，境内有瓦朗然城堡。